# Angle duodénojéjunal

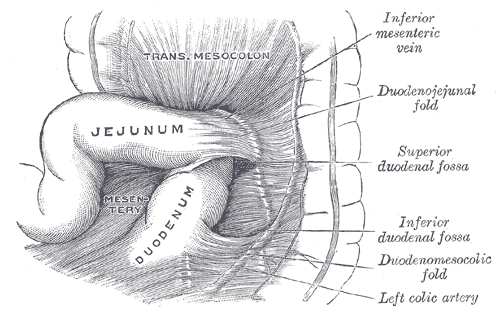
Angle duodénojéjunal

L'angle duodénojéjunal ou angle de Treitz (du médecin tchèque Václav Treitz) ou angle duodénojéjunal de Treitz délimite la fin du duodénum et le début du jéjunum. 

## Anatomie
L'angle duodénojéjunal termine la quatrième et dernière partie anatomique du duodénum dite D4. Il est constitué de fibre conjonctive et musculaire. Il s'agit d'un angle aigu ouvert vers le bas, formé par la partie ascendante accolée du duodénum avec la première anse jéjunale descendante et mobile.
Il est situé au-dessous de la racine du mésocôlon transverse qui le sépare du bord inférieur du corps du pancréas. Il répond en dedans au bord supérieur de la deuxième vertèbre lombaire. Il est attaché au pilier gauche du diaphragme par le muscle suspenseur du duodénum (ou muscle de Treitz), sous le mésocôlon transverse qui le sépare du corps du pancréas et de la face postérieure de l'estomac. Cette attache en fait la partie la plus fixe du duodénum.

## Pathologie
L'angle duodénojéjunal peut être le siège de diverses maladies. D'une part des troubles qui lui sont propres comme les tumeurs mésenchymateuses dites GIST (pour gastro-intestinal stromal tumors), des adénocarcinomes, des diverticulites,. D'autre part des troubles par contiguïté comme les cancers de la tête du pancréas qui peuvent entraîner des sténoses de l'angle. L'angle duodénojéjunal délimite la zone de survenue des hémorragies digestives hautes (celles qui surviennent en amont), des hémorragies digestives basses (celles qui surviennent en aval).